# Червоное Заречье
Червоное Заречье (укр. Червоне Заріччя) — село, входит в Яготинский район Киевской области Украины.
Население по переписи 2001 года составляло 219 человек. Почтовый индекс — 07700. Телефонный код — 4575. Занимает площадь 0,7 км².

## Местный совет
07700, Київська обл., Яготинський р-н, м. Яготин, вул. Незалежності, 67